# Leichenhaus

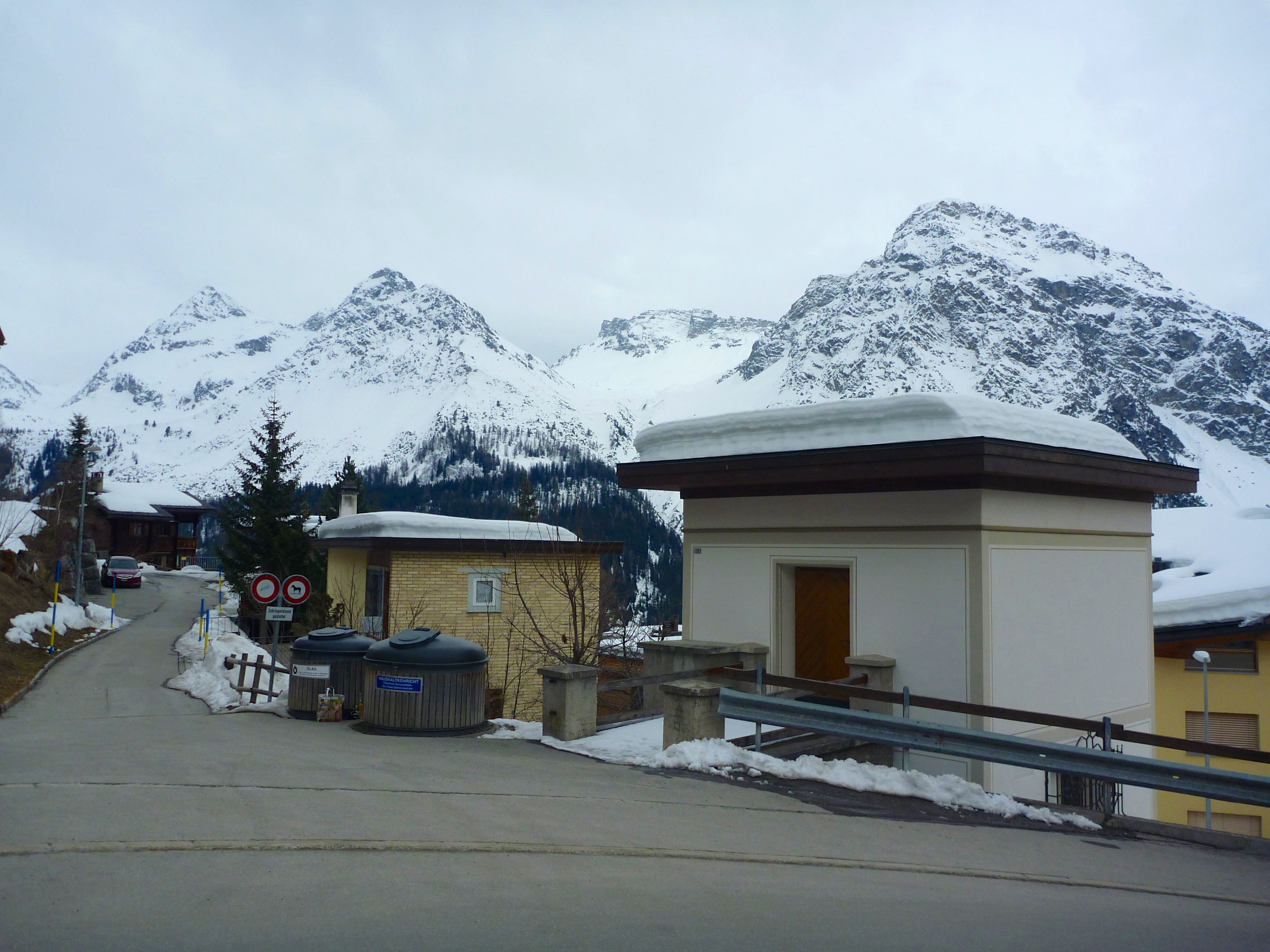
Leichenhaus (rechts) inmitten des Siedlungsgebiets von Arosa. Im Hintergrund die Aroser Dolomiten

Im Leichenhaus (auch: Leichenhalle/Totenhalle oder Leichenschauhaus, veraltet Parentationshalle, von Parentation „Grabrede“, „Leichenrede“) werden Verstorbene vor der Bestattung aufgebahrt. Unterschiedliche Verwendungen haben zu verschiedenartigen Gestaltungen der Leichenhäuser geführt.

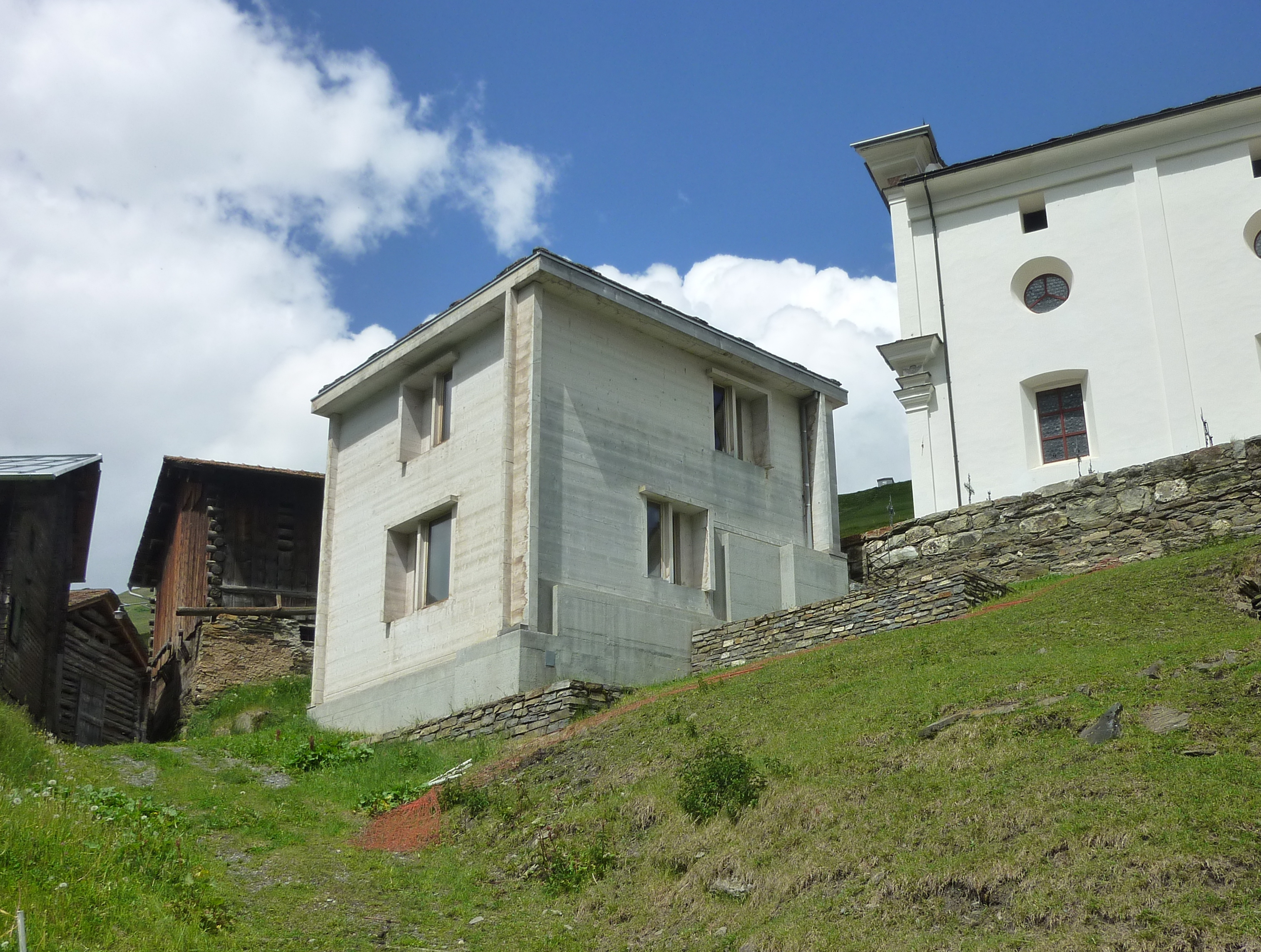
Totenstube auf dem Friedhof in Vrin.
Architekt: Gion A. Caminada

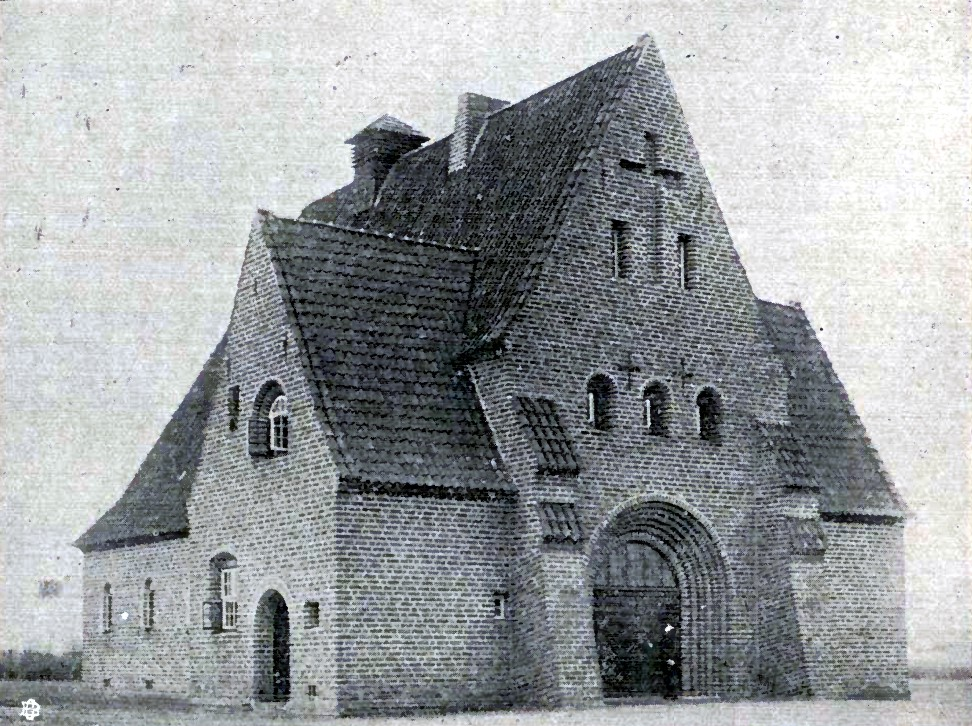
Leichenhalle des Vorwerker Friedhofs in Lübeck (1906)

## Friedhof
Leichenhäuser befinden sich meist auf Friedhöfen, teils aber auch in privaten Bestattungsinstituten. Eine Überführung in eine Leichenhalle darf erst dann erfolgen, wenn durch die Leichenschau der Tod mit Sicherheit festgestellt worden ist. Bereits 1632 wurde neben der Bergkirche St. Marien (Schleiz) in Schleiz auf dem dortigen Friedhof eine Leichenhalle errichtet, die heute noch als Trauerhalle genutzt wird. Ihr Stifter war der preuß.-plau. Hof- und Stadtmedikus Joachim Kolbe (1585–1657). Die erste Berliner Leichenhalle wurde in der Köllner Vorstadt 1694 errichtet. Sie war ein massiver Bau mit drei offenen Fenstern mit Drahtgitter. 1791 wurde in Weimar ein Leichenhaus, angeregt durch den angesehenen Arzt Christoph Wilhelm Hufeland, erbaut. Auch in Berlin wurde 1795 ein Leichenhaus eröffnet. Es setzte mit dem beginnenden 19. Jahrhundert die Errichtung von weiteren Leichenhäusern ein, so 1805 in Mainz, 1808 in München, 1828 in Frankfurt am Main und 1830 in Eisenach. Die Gründe sind neben der im 18. Jahrhundert sich steigernden Furcht, lebendig begraben zu werden, in dem gewachsenen hygienischen Bewusstsein der Zeit zu suchen. Mit den Aufbahrungen in privaten Räumen waren zu viele Infektionsmöglichkeiten verbunden und die Verbreitung von Epidemien auf diesem Weg war groß. Die Nutzung von Leichenhallen war zunächst freiwillig. Anders verhielt es sich bei den ansteckenden Krankheiten, wie Ruhr, Pocken, Scharlach, Cholera oder Diphtherie. Es kam deshalb in vielen Fällen zu Zwangseinlieferungen in die Leichenhäuser.
Auch aus praktischen Gründen setzte sich die Aufbahrung der Verstorbenen in einer Leichenhalle beziehungsweise Friedhofskapelle schließlich durch: Da die Städte seit der Mitte des 19. Jahrhunderts stark wuchsen wurde die Entfernung zwischen Wohnung des Verstorbenen und dem Friedhof so groß, dass der Leichenzug einen zu weiten Weg zurücklegen müsste, auch ließen die Wohnverhältnisse vielfach eine Aufbahrung in der Wohnung aus Platzgründen nicht mehr zu. Mittlerweile hat sich zudem die Mentalität im Umgang mit dem Tod gewandelt, für die Angehörigen ist es meist nicht mehr vorstellbar, mehrere Tage mit einem Verstorbenen in der Wohnung zu leben.
Oft ist den Leichenhäusern eine Halle für die Trauerzeremonie angeschlossen, in der sich Angehörige und Bekannte von den Verstorbenen verabschieden können.

## Kriminalistik

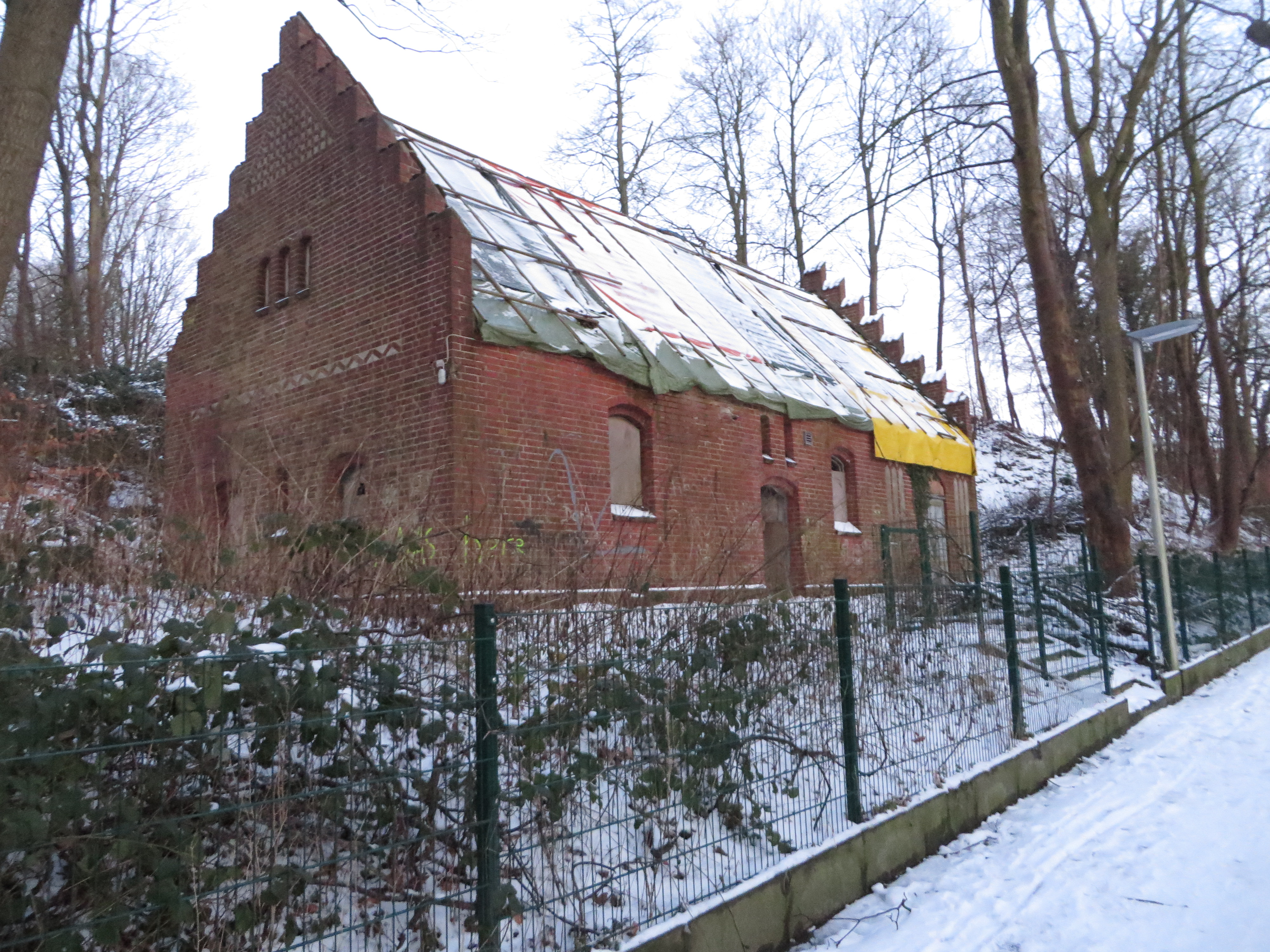
Das zerfallene Leichenhaus des Marinelazarettes Flensburg-Mürwik im Winter 2015

Erster Schritt bei der Aufklärung von Gewalttaten ist die Identifizierung des Opfers. Im 19. Jahrhundert begann man, die Körper unbekannter Mordopfer in ein zentrales Kühlhaus zu bringen, das sogenannte städtische Leichenschauhaus. In diesem können Angehörige und Bekannte den noch Unbekannten identifizieren, ihm seinen Namen zurückgeben. Nach Feststellung von Identität und Todesursache werden die sterblichen Überreste zur Bestattung freigegeben.
Das erste eigens für diesen Zweck errichtete Gebäude war das 1864 als Morgue in Paris am Quai de l’Archevêché eröffnete, zunächst jedermann zugängliche Leichenhaus. Aufgrund des Andranges von Schaulustigen ergriff Polizeipräfekt Louis Lépine 1907 Maßnahmen, um Unbeteiligten das Betreten der Räumlichkeiten zu untersagen. Dieser zweckmäßigen Morgue des Quai de l’Archevêché – welche 1913 in das heutige rechtsmedizinische Institut (Institut medico-légal) umzog – waren zwei andere öffentliche Stätten vorausgegangen, in denen die Leichen von auf der Straße verstorbenen und ertrunkenen Personen aufgenommen, untersucht und mit ihrer Kleidung öffentlich zur Schau gestellt wurden, in der Hoffnung, dass das Publikum ihre Identifizierung herbeiführen würde (siehe: Die Unbekannte aus der Seine). Die erste, bereits Morgue genannt, befand sich mindestens seit 1718 im Grand Châtelet und wurde von Heinrich Sander in seinem 1776 während seiner Reise durch Frankreich geführten Tagebuch beschrieben, die zweite war ab 1804 in einem alten, 1836 umgebauten Schlachthaus des Marché-Neuf untergebracht.

## Medizin
In Krankenhäusern versterben häufig Patienten, deren Heilung nicht mehr gelingt. Daher existieren in Krankenhäusern ebenfalls Leichenhallen. Auch zur Ausbildung, zum Ergründen der Todesursache und zur Erforschung der menschlichen Anatomie werden in Krankenhäusern und medizinischen Fakultäten Leichen geöffnet. Dies geschieht in einem besonderen Gebäude oder Gebäudeteil. Dieses ist in zwei Abteilungen geteilt: den Kühl- und den Sezierraum. In den Kühlzellen können die Verstorbenen mehrere Tage – selten Jahre – gelagert werden, wenn sie in der Pathologie untersucht werden müssen.